# 모탈 컴뱃 (2021년 영화)
《모탈 컴뱃》(영어: Mortal Kombat)은 2021년 개봉한 미국의 판타지 무술 액션 영화로, 대전액션 게임 모탈 컴뱃의 영화화 작품이다. 2편까지 나왔던 실사영화 시리즈의 리부트 작품으로 제임스 완이 제작하고 사이먼 매쿼이드 감독이 연출한다. 2021년 4월 23일, 북미에서는 극장 개봉과 함께 HBO 맥스 동시 공개됐다.
루디 린, 조 타슬림, 아사노 타다노부, 제시카 맥너미, 메카드 브룩스, 사나다 히로유키가 캐스팅되었다.

## 줄거리
17세기 일본, 한조 하사시 일족은 비한이 이끄는 암살자들의 습격을 받아 몰살당한다. 한조는 복수를 위해 싸우지만 결국 죽고, 그의 영혼은 저승으로 가게 된다. 한편, 뇌신 라이덴은 한조의 갓난 딸을 안전한 곳으로 피신시킨다.
시간이 흘러 2021년, 아웃월드는 지구를 상대로 9번의 모탈 컴뱃 토너먼트에서 승리했고, 한 번만 더 이기면 지구는 아웃월드의 지배를 받게 된다. 고대 예언에 따르면 "한조 하사시의 혈통"이 새로운 지구의 챔피언들을 모아 아웃월드의 승리를 막을 것이라고 한다. 이에 아웃월드의 마법사 섕쑹은 토너먼트 전에 용 문신이 있는 지구의 챔피언들을 제거하려 한다.
주인공 콜 영은 과거 MMA 선수였으나 현재는 그의 숨겨진 혈통과 그를 쫓는 섭제로의 존재를 알지 못한다. 가족의 안전을 걱정한 콜은 용 문신을 가진 전사들을 찾아나선다. 섭제로의 공격으로부터 콜을 구해준 특수부대원 잭슨 "잭스" 브릭스는 파트너 소냐 블레이드를 찾아가라고 조언한다. 잭스는 섭제로와의 싸움에서 팔을 잃는다.
콜은 소냐와 합류하여 케이노라는 용병을 심문하던 중 섕쑹의 암살자 사이조스의 공격을 받고, 케이노는 콜과 소냐의 도움으로 사이조스를 처치한다. 그들은 라이덴의 사원으로 가서 류 캉, 쿵 라오를 만나고, 라이덴은 그들을 불신하지만 받아들인다. 라이덴은 기계 팔을 장착한 잭스를 구해준다. 섕쑹은 사원을 공격하려 하지만 라이덴의 방어막에 막힌다. 콜과 케이노는 류 캉, 쿵 라오와 함께 훈련하면서 용 문신 소유자만이 발현할 수 있는 고유한 힘, "아르카나"를 깨우려 노력한다.
케이노는 격렬한 논쟁 중에 아르카나를 각성시켜 눈에서 레이저를 발사할 수 있게 된다. 반면, 콜은 아르카나를 발현시키지 못하고 실망한 라이덴은 콜을 가족에게 돌려보낸다. 라이덴은 콜이 한조의 후손임을 밝힌다. 섕쑹은 케이노의 옛 동료 카발을 포함한 자신의 전사들을 모아 사원을 공격하고, 카발은 케이노를 설득하여 라이덴의 방어막을 약화시킨다. 이 과정에서 잭스는 아르카나를 각성하여 초인적인 힘과 업그레이드된 팔을 얻는다. 동시에, 콜의 가족은 고로의 공격을 받고, 콜은 키네틱 에너지를 흡수하는 갑옷과 톤파를 발현시켜 고로를 죽이고 사원 공격을 막는 데 일조한다. 섭제로가 콜을 막으려 하자 쿵 라오가 그를 구하고 섕쑹에게 영혼을 빼앗긴다.
콜은 아웃월드 챔피언들과 일대일 전투를 통해 그들을 무력화하고, 섭제로를 처치하는 계획을 세운다. 라이덴은 콜에게 한조의 피가 묻은 쿠나이를 건넨다. 라이덴은 콜과 동료들을 목표 지점으로 보내고, 그들은 아웃월드 챔피언들을 하나씩 격파한다. 소냐는 케이노를 죽이고 그의 용 문신을 얻어 팔에서 에너지 폭발을 일으키는 능력을 얻는다. 섭제로는 콜을 유인하기 위해 콜의 가족을 납치하고, 콜은 쿠나이에 묻은 피를 이용해 복수에 불타는 망령 스콜피온으로 변한 한조를 불러낸다. 한조는 콜이 자신의 후손임을 알아보고 섭제로를 처치하는 데 도움을 준 뒤 콜에게 자신의 혈통을 부탁하고 떠난다.
라이덴과 다른 챔피언들, 섕쑹이 도착한다. 섕쑹은 다음에는 전사들이 아닌 군대를 이끌고 오겠다고 위협한다. 라이덴은 섕쑹을 추방하고 다음 토너먼트를 위해 새로운 전사들을 훈련시킬 계획을 밝히고, 기존 챔피언들에게 새로운 전사들을 영입하라고 지시한다. 콜은 로스앤젤레스로 가서 무술 영화 배우 조니 케이지를 찾아 나선다.

## 출연진
- 루이스 탄 - 콜 영 역
- 제시카 맥너미 - 소냐 블레이드 역
- 조시 로슨 - 케이노 역
- 아사노 타다노부 - 라이덴 역
- 메카드 브룩스 - 잭슨 브리그스 역
- 루디 린 - 리우 캉 역
- 친 한 - 섕쑹 역
- 조 타슬림 - 비한 / 서브제로 역
- 사나다 히로유키 - 하사시 한조 / 스콜피언 역
- 맥스 황 - 쿵 라오 역
- 시시 스트린저 - 밀리나 역
- 대니얼 넬슨 - 카발 역
- 엘리사 캐드울 - 니타라 역
- 마틸다 킴버 - 에밀리 영 역
- 로라 브렌트 - 앨리슨 영 역

## 같이 보기
- 비디오 게임을 원작으로 한 영화 목록